# 허남 자장퇴
허남 자장퇴(許男 子𤖙𠂤)는 허나라의 남작이다. 이름이 자장퇴(子𤖙𠂤)이다. 오진봉(吳鎭峰)의 《금문인명회편(金文人名匯編)》에서 그 존재를 확인할 수 있다. 통치 시기는 불명이나, 춘추 시대로 추정된다. 자장퇴의 장(𤖙)은 장(醬)과 훈음이 같고, 퇴(𠂤)는 퇴(堆)와 훈음이 같다.